# Waffenstillstand von Schlatkow
Im Waffenstillstand von Schlatkow wurde am 18. April 1807 eine Waffenruhe zwischen schwedischen und französischen Truppen beschlossen, die zuvor im Rahmen des Vierten Koalitionskriegs in Schwedisch-Pommern gekämpft hatten.

## Hintergrund
Der schwedische König Gustav IV. Adolf erklärte im Oktober 1805 den Krieg gegen Frankreich und plante diesen Kampf von Schwedisch-Pommern aus zu führen. Nachdem jedoch die napoleonische Armee das vereinigte preußische und sächsische Heer in der Schlacht bei Jena und Auerstedt geschlagen hatte, begann im Januar 1807 der französische Feldzug gegen Schwedisch-Pommern.  Bis zum 31. Januar 1807 wurden die schwedischen Truppen zurückgedrängt und konnten sich lediglich im stark befestigten Stralsund halten. Die Belagerung der Stadt konnte von französischer Seite aus jedoch nicht mit voller Kraft geführt werden, da das französische Heer in Ostpreußen gegen Russland unter Druck geriet. Anfang April gelang daher den schwedischen Truppen der Ausfall aus Stralsund und die Rückeroberung großer Gebiete Schwedisch-Pommerns. Eine französische Gegenoffensive am 15./16. April schien allerdings eine erneute Wende zu Gunsten der französischen Armee einzuläuten.

## Verhandlungen und Vertragsbestimmungen

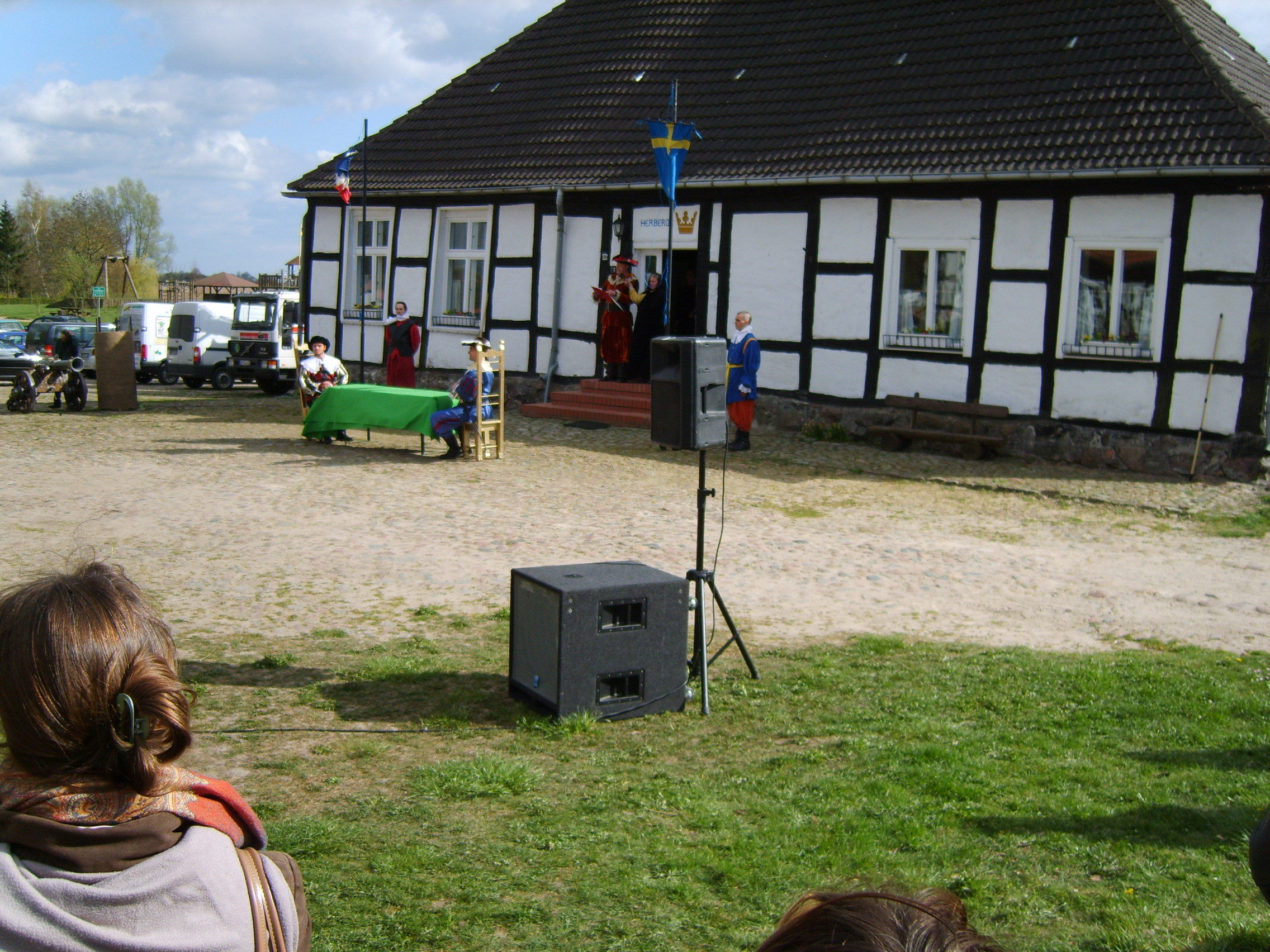
Friedensverhandlung Schlatkow 1807 - Theaternachspiel 2007

Unter dem Eindruck der erneut drohenden Besetzung Schwedisch-Pommerns strebte der schwedische Generalgouverneur und Oberbefehlshaber Hans Henrik von Essen Waffenstillstandsverhandlungen mit seinem französischen Gegenspieler Édouard Adolphe Mortier an. Der französische Marschall ging auf das Angebot ein und man verständigte sich darauf, die Verhandlungen in Schlatkow zu führen, das für beide Seiten günstig nahe der Peene lag. 
Die Verhandlungsführer einigten sich bei ihrem Treffen am 18. April 1807 auf folgende Punkte:
- Die Peene und die Trebel sollten die Demarkationslinien zwischen beiden Militärmächten bilden.
- Die schwedischen Truppen sollten sich von den Inseln Usedom und Wollin zurückziehen.
- Schweden durfte  weder den belagerten Städten Danzig und Kolberg, noch sonst einem Gegner Frankreichs Hilfe leisten.
- Das Territorium Schwedisch-Pommerns durfte nicht von den Truppen der Gegner Frankreichs genutzt werden.

## Weiterer Verlauf
Im Juni 1807 sollte wiederum in Schlatkow über eine Verlängerung des Waffenstillstandsabkommens verhandelt werden, da erneut Kämpfe aufgekommen waren.  Diesmal verhandelte auf schwedischer Seite Gustav IV. jedoch selbst. Sein Gegenüber war Guillaume-Marie-Anne Brune, der inzwischen den Posten Mortiers übernommen hatte. Die Verhandlungen scheiterten diesmal jedoch; unter anderem weil Gustav IV. versuchte, Brune auf seine Seite zu ziehen. Auch wenn dieses Ansinnen von Brune zurückgewiesen wurde, so genügte der Vorgang, um ihn bei Napoleon in Misskredit zu bringen. Der französische Marschall wurde abberufen und die Verhandlungen am 4. Juni ergebnislos abgebrochen.

## Folgen
Durch das Scheitern der Nachfolgeverhandlungen erlangte der eigentliche Waffenstillstand von Schlatkow nur episodischen Charakter. Die Kampfhandlungen setzten im Juni 1807 wieder ein und Schwedisch-Pommern wurde im Anschluss  vollständig von französischen Truppen besetzt. Trotzdem führten die Verhandlungen von Schlatkow in direkter Linie zum Vertrag von Paris 1810 und damit zum Erhalt Schwedisch-Pommerns für Schweden.